# Bozzetto

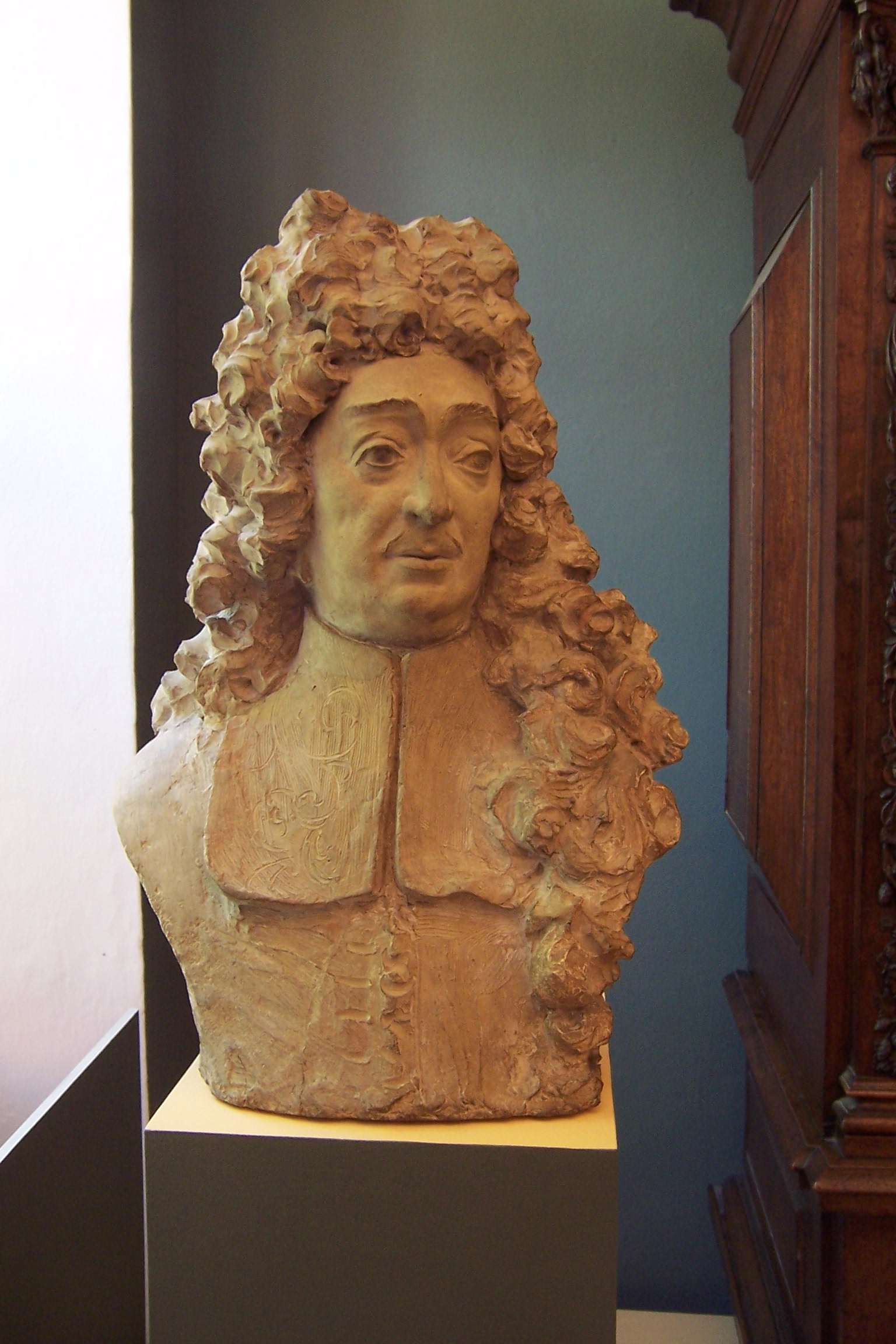
Thomas Quellinus: Bozzetto für die Büste des Thomas Fredenhagen

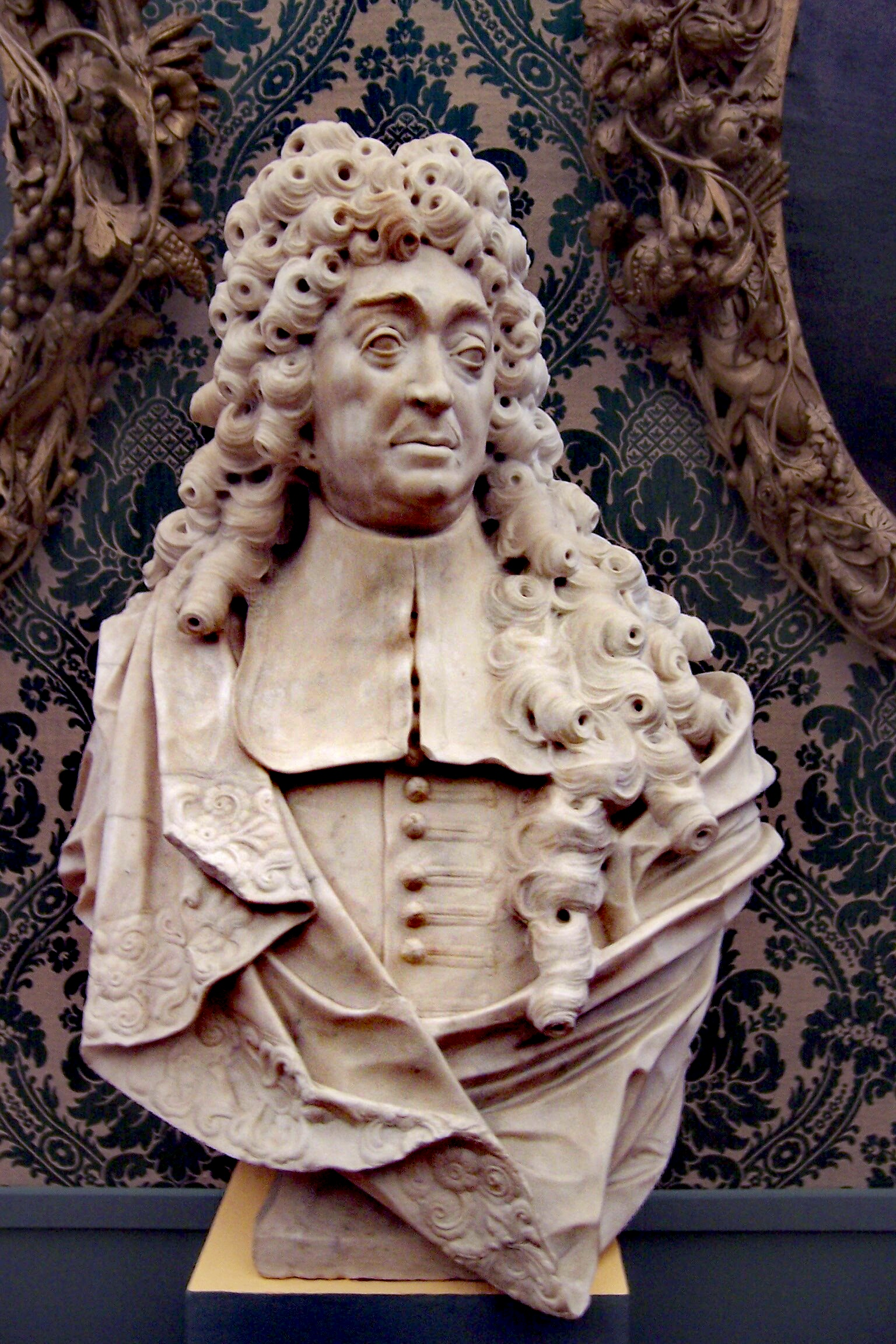
Ausgeführte Büste des Thomas Fredenhagen (1697)

Ein Bozzetto (italienisch für Skizze, Entwurf) ist ein erstes, skizzenhaftes Modell für eine Figur oder eine Plastik. 
Bozzetti bestehen aus leicht zu bearbeitendem Material, gewöhnlich aus Ton, Gips oder Wachs, seltener aus Holz. Der Bozzetto war aufgrund der schwierig zu bearbeitenden Materialien des endgültigen Werks eine wichtige Vorstufe, um Änderungen und Arbeitsschritte zu erproben. Er diente aber auch dazu, dem Auftraggeber Gelegenheit zu geben, Änderungswünsche geltend zu machen. Oft lässt ein Bozzetto aufgrund von Änderungswünschen des Auftraggebers mehr von der ursprünglichen Intention des Künstlers erkennen als das danach gefertigte Kunstobjekt.
Bozzetti wurden vor allem als Entwürfe in der Bildhauerkunst verwendet. Aber auch italienische Maler nutzten dreidimensionale Modelle, um Lichteinfall und Schattenwurf zu erproben oder die Anordnung der Figuren in einem geplanten Gemälde zu untersuchen.
Ölskizzen, beispielsweise als Entwürfe für barocke Deckenfresken, werden im Italienischen ebenfalls als bozzetti bezeichnet. Im Deutschen verwendet man dafür die Bezeichnungen Skizze, Entwurf oder Studie.

## Wortherkunft
Das italienische Wort bozzetto ist eine Verkleinerungsform zu bozza, das „Entwurf“ oder „Skizze“ bedeutet. Vom selben Stamm bozza sind die Verben abbozzare und sbozzare abgeleitet, die ebenfalls allgemein „einen Entwurf machen“ oder „skizzieren“ bedeuten, etwa abbozzare auch für das Entwerfen von Plänen oder Briefen. Von abbozzare ist wiederum abbozzo („Entwurf“, „Skizze“) abgeleitet.
Die erste verbürgte Wortverwendung von bozza in der Bildhauerkunst findet sich 1482 für die kleine Tonskizze Verrocchios zu seiner Christus-Thomas-Gruppe von San Michele in Florenz („la boza et principio di si bella cosa“). Im 16. Jahrhundert nimmt die Verwendung des Begriffs bozzetto zu, wobei auch die Bezeichnungen modello oder lateinisch modellum und exemplum benutzt werden, seltener forma.

## Verwendung von Bozzetti

### Entwürfe für Skulpturen
Der Bozzetto als eigens angefertigte Werkskizze aus leicht formbaren Stoff für ein bestimmtes Kunstwerk ist eine Neuschöpfung der italienischen, besonders der florentinischen Frührenaissance. Der erste Künstler, in dessen Lebenswerk sich von Auftrag zu Auftrag der Bozzetto als wichtigste Vorstufe belegen lässt, ist Verrocchio.
Zu unterscheiden sind Bozzetti, die als Arbeitsmodelle für die Künstlerwerkstatt bestimmt sind, von Vertrags-Bozzetti, die den Vertragszeichnungen entsprechen und dem Auftraggeber bei Vertragsabschluss vorgesetzt wurden. Die beiden ältesten erhaltenen Vertrags-Bozzetti sind Donatellos Forzori-Altar und Pollaiuolos Konkurrenzentwurf für das Forteguerri-Grab in Pistoia von 1477 (beide heute im Londoner Victoria and Albert Museum zu sehen), beide aus Terrakotta.
Zur Ausführung dieser Bozzetti hatten die Künstler häufig nur wenig Zeit. Zum Beispiel standen 1432 bei der Auftragsvergabe für den Zenobius-Schrein des Florentiner Doms zwischen Ausschreibung der Arbeit und Termin für die Einreichung eines Bozzetto lediglich fünf Tage zur Verfügung. 
Eine Blütezeit erlebten die Bozzetti im Barock. Aus der Menge erhaltener Bozzetti der einzelnen Meister lässt sich die bedeutende Rolle der Entwürfe im Werkstattbetrieb ableiten. Dazu kommt eine Bedeutungsverschiebung des Begriffes: Das mittelalterliche „Muster“ oder „exemplum“ war ein getreues Modell des später auszuführenden Werkes. Der in der Renaissance geprägte Begriff des Bozzetto als Studie geht von einem dynamisierten Verständnis aus. Nicht mehr nur das endgültige Werk, sondern zunehmend auch der künstlerische Prozess geraten in den Fokus. Der neue Wert des Barock-Bozzetto liegt dementsprechend genau im Skizzenhaften, im schnellen plastischen Entwerfen: Er enthüllt die künstlerische Konzeption des Werkes, gerade daher rührt die Wertschätzung des Bozzetto im Barock.

### Studien in der Malerei
Seit dem 15. Jahrhundert nutzten auch Maler kleine Figuren aus Ton („Tonskizzen“) oder Wachs, um den Lichteinfall und den daraus resultierenden Schattenwurf zu studieren oder die Anordnung einer Figurengruppe zu erproben, oder auch für Gewandstudien. Das bekannteste Beispiel ist Tintoretto, von dem Dutzende von Zeichnungen nach Modellen erhalten sind, besonders nach den Liegefiguren Michelangelos aus der Medici-Kapelle. Bozzetti sind etwa von Correggio, Tizian, El Greco sowie Barocci bezeugt. Auch von Perugino und Andrea del Sarto ist bekannt, dass sie sich vollplastischer Modelle bedienten. Von den zahlreichen Michelangelo zugeschriebenen Bozzetti halten einer genaueren Provenienzkritik jedoch lediglich die Herkules- und Kakus-Gruppe der Casa Buonarroti stand. In Italien hielt sich die Tradition bis ins 18. Jahrhundert, für Deutschland ist die Verwendung von Bozzetti dagegen nicht nachgewiesen.

## Erweiterte Wortbedeutung im Italienischen

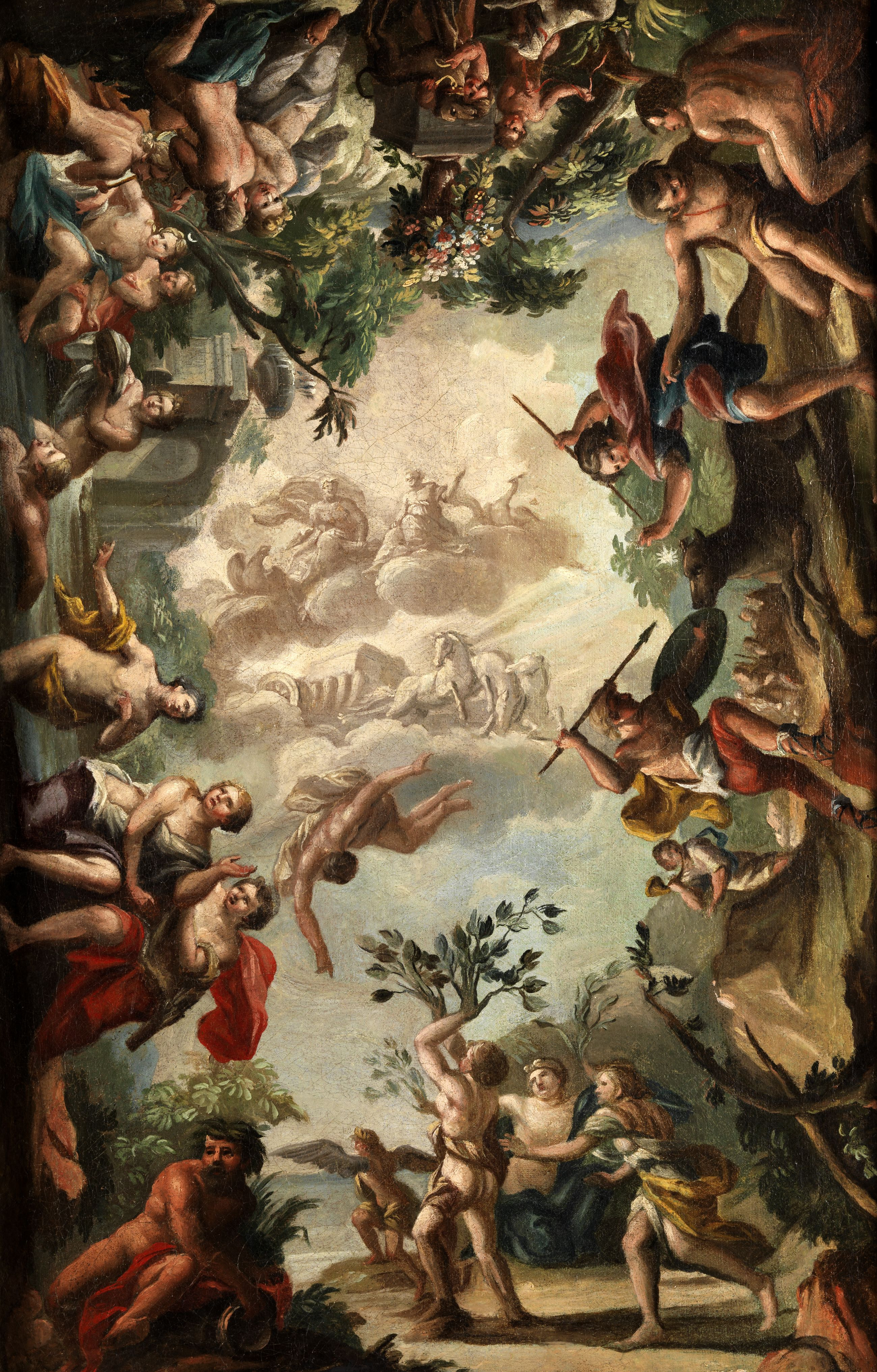
Entwurf für ein Deckenfresko,
45 × 47 cm (um 1770)

Ausgehend vom bildhauerischen Entwurf und der Verwendung als Modell in der Malerei wurde der Begriff bozzetto im Italienischen auch auf Entwürfe von Gemälden und insbesondere von Fresken übertragen. Hier zeigt sich – analog zur Rolle der Studien in der Plastik –, dass ein aufgrund der verwendeten Materialien schwer veränderliches Werk vorab in verschiedenen Schritten nicht nur grob skizziert, sondern vollends entworfen wird. Hierbei wird so lange mit dem Entwurf gearbeitet, bis dieser so weit gediehen ist, dass eine Übertragung in den Stein oder auf das Gemäuer beinahe nurmehr als Kopie erscheint. Insofern findet die eigentliche künstlerische Arbeit am Bozzetto statt, das fertige Werk ist eine daraus sich ergebende Umsetzung.
In der italienischen Malerei werden Entwürfe auch als macchia (eigentlich „Fleck“) oder schizzo (wörtlich etwa „das Hingespritzte“) bezeichnet. Der italienische Kunstphilosoph Benedetto Croce schreibt in seiner Theorie der Macchia über die Bedeutung des Entwurfes in der Kunst, dass sie der springende Punkt sei, an dem sich das Charakteristische des Kunstwerks hervorbringe. Für Croce läuft der eigentliche künstlerische Prozess in der schrittweisen Annäherung vom ersten Eindruck zum fertigen Werk ab:

„Ein Bild ausführen, vollenden, bedeutet nichts als ein stärkeres inneres Annähern an den Gegenstand, ein Deutlichmachen und Festigen desselben, was uns als blendender Strahl ins Auge gedrungen ist. Fehlt jedoch jener erste harmonische Accord – die macchia – so werden Ausführung und Vollendung niemals dazu gelangen uns innerlich zu bewegen, während vielmehr die bloße nackte macchia, ohne irgendeine nähere gegenständliche Bestimmung durchaus imstande ist, diese Empfindung zu erwecken.“

## Bozzetto in der Literatur
Der Roman Bozzetto von Hermann Alexander Beyeler und Gerd J. Schneeweis (erschienen Anfang Oktober 2014 im Frankfurter Verlag weissbooks.w) handelt von Michelangelos Bozzetto für sein Fresko des Jüngsten Gerichts in der Sixtinischen Kapelle.